# 大浜町 (熊本県)
大浜町（おおはままち）は、熊本県の北部、玉名郡にかつてあった町。現在も玉名市大浜町として町名が残る。

## 歴史
- 1889年4月1日 - 町村制施行、一町単独町制により大浜町が成立。
- 1954年4月1日 - 玉名町、築山村、滑石村、豊水村、八嘉村、梅林村、小田村、玉名村、石貫村、月瀬村、伊倉町と合併し玉名市となる。

## 学校
- 大浜町立大浜小学校